# Библиофилија
Библиофилија је старогрчки термин (: књига ; : љубав, пријатељство) који означава љубав према књигама ради њихове стварне вредности и односи се на скупљање ретких књига, старих и нових.

## Библиофил
Библиофил воли да чита књиге, али је првенствено заинтересован за књигу као предмет због њене привлачности или реткости. Он је колекционар који прави своју колекцију књига, која треба да изгледа допадљиво. Међутим неко ко поседује све књиге неког одређеног писца га не чини нужно библиофилом. Одређени библиофили скупљају инкунабуле и прве штампане књиге било да су потписане или не, други су више посвећени поклонима на седмици књига или фондом неког библиофилског издавача.

## Библиофилско издање
Под „библиофилским издањима“ обично се подразумевају књиге или мањи штампани радови који се објављују пажљиво и у ограниченом броју, а понекад и нумерисани по копији. Често је ту штампар који је имао типографску обуку и који поседује стару металну пресу за ручно штампање књига. Те књиге се разликују од других књига по својој специфичности и по пажљиво написаном тексту. Овакво издање у већини случајева није веће од неколико десетина, највише сто до двеста педесет примерака.

## Познати библиофили
- Карл Лагерфелд (85): 300.000 књига[3]
- Џорџ Лукас (75): 27.000 књига[3]
- Мајкл Џексон (50): 10.000 књига[3]
- Томас Џеферсон (83): 6.487 књига[3]
- Најџела Лоусон (59): 6.000 књига[4][3]